# Paula Hernández
Paula Hernández (Buenos Aires, 16 ottobre 1969) è una regista e sceneggiatrice argentina.

## Biografia
Formatasi professionalmente presso l'Università del Cinema di Buenos Aires, cominciò a lavorare nel mondo degli spot pubblicitari e debuttò come regista di cortometraggi nel 1992.
Nel 1997 fu assistente alla regia in La vida según Muriel di Eduardo Milewicz.
Esordì alla regia di un lungometraggio nel 2001, con il film Herencia, di cui fu anche sceneggiatrice. La pellicola, che aveva per protagonista l'attrice Rita Cortese, si rivelò un successo di pubblico e critica e prese parte al Festival cinematografico internazionale di Mosca 2001.
Con il film Las siamesas (2020), partecipò al Festival internazionale del cinema di Mar del Plata ed ottenne una nomination ai Premi Goya 2022, nella categoria miglior film straniero in lingua spagnola.
Un altro suo film, Los sonámbulos (2019) era stato scelto per rappresentare l'Argentina nella selezione per gli Oscar del 2021.

## Temi
Tema ricorrente nella produzione di Paula Hernández è quello dell'universo familiare e, in particolare, il legame tra madre e figlia.

## Filmografia

### Cinema
- Rojo - cortometraggio (1992)
- Kilómetro 22 - cortometraggio (1995)
- Herencia (2001)
- Familia Lugones (2007)
- Lluvia (2008)
- Un amor (2011)
- Twelve Nails - cortometraggio (2017)
- Los sonámbulos (2019)
- Las siamesas (2020)
- A Ravaging Wind (El viento que arrasa) (2023)

### Televisione
- Vientos de agua - serie TV, 1x07 (2006)
- 25 miradas, 200 minutos - miniserie TV, 1x10 (2010)

## Riconoscimenti
- Premio Goya
  - 2022 – Candidatura al miglior film straniero in lingua spagnola per Las siamesas

- Amiens International Film Festival
  - 2001 – Premio del pubblico al miglior film per Herencia

- Chicago International Film Festival
  - 2019 – Candidatura al Gold Hugo al miglior film per Los sonámbulos

- Giffoni Film Festival
  - 2020 – Candidatura al Gryphon award al miglior film per Los sonámbulos

- Festival del Cinema di Gramado
  - 2009 – Premio del pubblico al miglior film latino per Lluvia

- Festival Internacional del Nuevo Cine Latinoamericano de La Habana
  - 2019 – Miglior film per Los sonámbulos
  - 2019 – Migliore sceneggiatura per Los sonámbulos

- Internationales Filmfestival Mannheim-Heidelberg
  - 2008 – Premio al miglior film per Lluvia
  - 2008 – Premio della giuria - menzione speciale per Lluvia
  - 2011 – Premio raccomandazione dei proprietari di cinema per Un amor

- Festival internazionale del cinema di Mar del Plata
  - 2019 – Candidatura al miglior film per Los sonámbulos
  - 2020 – FLOW Award per Las siamesas

- Miami Film Festival
  - 2020 – Candidatura al miglior film per Los sonámbulos
  - 2020 – Candidatura al premio Knight Marimbas per Los sonámbulos
  - 2021 – Candidatura al miglior film per Las siamesas

- Miami Latin Film Festival
  - 2002 – Airone d'Oro al miglior film per Herencia

- Montreal World Film Festival
  - 2008 – Candidatura al Grand Prix des Amériques per Lluvia

- Festival cinematografico internazionale di Mosca 2001
  - 2001 – Candidatura al San Giorgio d'Oro per Herencia

- Ourense Independent Film Festival
  - 2001 – Premio del pubblico per Herencia

- Festival internazionale del cinema di San Sebastián
  - 2019 – Candidatura nella sezione Orizzonti per Los sonámbulos
  - 2023 – Candidatura nella sezione Orizzonti per A Ravaging Wind

- Toronto International Film Festival
  - 2019 – Candidatura al miglior film per Los sonámbulos

- Semana Internacional de Cine de Valladolid
  - 2021 – Candidatura all'Espiga de Oro al miglior film per Las siamesas

- Viña del Mar International Film Festival
  - 2001 – Grand Paoa per Herencia

- Jeonju International Film Festival
  - 2009 – Candidatura al Premio Woosuk per Lluvia

- Tromsø International Film Festival
  - 2020 – Candidatura al Premio Aurora per Los sonámbulos
  - 2024 – Candidatura al Premio Aurora per A Ravaging Wind

- Condor d'argento
  - 2003 – Migliore opera prima per Herencia
  - 2003 – Candidatura al miglior regista per Herencia
  - 2003 – Candidatura alla migliore sceneggiatura originale per Herencia
  - 2008 – Migliore videofilm per Familia Lugones
  - 2008 – Candidatura alla migliore sceneggiatura di un documentario per Familia Lugones (condiviso con Graciela Maglie)
  - 2009 – Candidatura alla migliore sceneggiatura originale per Lluvia
  - 2020 – Miglior film per Los sonámbulos
  - 2021 – Miglior regista per Las siamesas

- Premi Sur
  - 2008 – Miglior documentario per Familia Lugones
  - 2012 – Migliore sceneggiatura adattata per Un amor (condiviso con Leonel D'Agostino)
  - 2019 – Miglior film per Los sonámbulos
  - 2019 – Candidatura al miglior regista per Los sonámbulos
  - 2019 – Candidatura alla migliore sceneggiatura originale per Los sonámbulos
  - 2020 – Miglior regista per Las siamesas
  - 2020 – Migliore sceneggiatura adattata per Las siamesas (condiviso con Leonel D'Agostino)